# 卡尔·施勒格尔
卡尔·施勒格尔（1948年3月7日—）是一位德国历史学家   ，专攻东欧历史，特别是俄罗斯斯大林主义时期的历史，主要作品有《铁幕欧洲之新生》（Grenzland Europa: Unterwegs auf einem neuen Kontinent）等。